# William Westwood
William Westwood, 1er baron Westwood (28 août 1880 - 13 septembre 1953), est un syndicaliste britannique et un homme politique travailliste.

## Biographie
Westwood est le fils de William Westwood de Dundee, en Écosse. Il est superviseur national de l'Association des constructeurs et des constructeurs de navires (qui fait maintenant partie du syndicat GMB) de 1913 à 1929 et son secrétaire général de 1929 à 1945 ainsi que conseiller industriel en chef de 1942 à 1945. Il est nommé Officier de l'Ordre de l'Empire britannique (OBE) en 1920. Le 29 janvier 1944, il est élevé à la pairie en tant que baron Westwood, de Gosforth dans le comté de Northumberland. Il sert ensuite dans le gouvernement travailliste de Clement Attlee comme Lord-in-waiting (whip du gouvernement à la Chambre des lords) entre 1945 et 1947 et est également président du Comité de développement des minéraux sous le ministère du Combustible et de l'Énergie de 1946 à 1949.
Lord Westwood épouse d'abord Margaret, fille de William Young, en 1905. Après sa mort en 1916, il se remarie avec Agnes Helen, fille de James Downie, en 1918. Elle est décédée en 1952. Lord Westwood meurt en septembre 1953, à l'âge de 73 ans. Il est remplacé dans la baronnie par son fils aîné de son premier mariage, William Westwood (2e baron Westwood) (en).